# Stop the World – I Want to Get Off
Stop the World – I Want to Get Off é uma peça teatral musical britânica de 1961, com texto, música e letras de Leslie Bricusse e Anthony Newley. Posteriormente, o espetáculo seria adaptado para o cinema e a televisão.
O musical foi apresentado pela primeira vez  em Manchester, Inglaterra, em 20 de junho de 1961. Um mês depois, em 20 de julho, a produção foi transferida para o Queen's Theatre, em West End, Londres. Mais tarde, em 3 de outubro de 1962, o musical estreou no Shubert Theatre, na Broadway, Nova York.
Em 1966, a Warner Bros. lançou uma adaptação cinematográfica de Stop the World.... 

Trinta anos depois, em 1996, foi produzida uma versão para a TV, feita para a A&E Network.

## Origem do título
De acordo com Oscar Levant, o título da peça deriva de um grafite. Também há registros de uso da frase desde o início dos anos 1950.

## Enredo
A peça, ambientada em um circo, percorre a vida do personagem Little Chap -  desde o seu nascimento até sua morte. Toda vez que algo insatisfatório acontecia, ele gritava "Pare o mundo!" dirigindo-se ao público. Depois frequentar a escola e trabalhar servindo chá, seu primeiro grande passo para melhorar sua situação foi casar-se com a filha do patrão, Evie, depois de engravidá-la. Com as responsabilidades de uma família, ele consegue um emprego na fábrica de seu sogro. Ele tem duas filhas, Susan e Jane, mas realmente deseja um filho. Sua crescente insatisfação com a própria existência leva-o aos braços de várias mulheres em suas viagens de negócios - a oficial russa Anya, a doméstica alemã Ilse e a cantora de cabaré americana Ginnie -, em busca de algo melhor do que aquilo que tem. Ele se torna rico e bem-sucedido e é eleito para um cargo público. Somente na velhice percebe que o que sempre teve, o amor de sua esposa, era mais que suficiente para sustentá-lo. Mas Evie morre, e Little Chap se dá conta de seu próprio egoísmo enquanto escreve suas memórias. No momento de sua morte, ele vê sua segunda filha dar à luz um filho. Quando o menino quase morre, Little Chap intervém e permite que a Morte o leve, no lugar do menino. Ele então imita seu próprio nascimento, iniciando o ciclo mais uma vez.

## Histórico da produção teatral
Depois de estrear no Manchester Palace, Lancashire, Inglaterra, em 20 de junho de 1961, a produção original foi transferida para  West End e estreou em 20 de julho de 1961, no Queen's Theatre (atual Sondheim Theatre). Dirigida por Newley, a peça teve 485 apresentações. Newley estrelou no papel de Little Chap, enquanto Anna Quayle interpretava os papéis de Evie e das outras mulheres de sua vida. Uma gravação com o elenco original do espetáculo foi lançada pela Decca Records.
O produtor David Merrick, impressionado com o baixo custo do projeto, que requeria o mínimo de cenários e figurinos, com um pequeno elenco, decidiu encenar o espetáculo na cidade de Nova York, onde foi dirigido por Newley e contou com design de cenário e iluminação de Sean Kenny, supervisão musical de Ian Fraser, direção musical de Milton Rosenstock e orquestração de Ian Fraser. Após a pré-estreia, a produção novaiorquina estreou na Broadway, em 3 de outubro de 1962, no Shubert Theatre. Posteriormente, foi transferida para o Ambassador, onde completou sua temporada de 555 apresentações, entre 1962 e 1964. Newley e Quayle reprisaram seus papéis em Londres. Mais tarde, Newley foi substituído por Kenneth Nelson, depois por Joel Grey, e Joan Eastman assumiu os papéis de Evie et al.
Uma gravação de tiragem limitada do elenco da Broadway foi lançada originalmente pela RCA Victor Records; no entanto, a versão principal foi lançada posteriormente pela London Records. Por seu desempenho na montagem da Broadway, a atriz britânica Anna Quayle recebeu o Prêmio Tony de 1963 para melhor principal de teatro musical.
Uma nova montagem na Broadway, dirigida por Mel Shapiro, estreou em 3 de agosto de 1978 no New York State Theater, no Lincoln Center, onde ficou em cartaz por 30 apresentações. O elenco incluía Sammy Davis Jr. e Marian Mercer. Uma gravação em disco, feita pelo elenco dessa montagem teatral, foi lançada pela Warner Bros. Records.
Nova  montagem londrina, também dirigida por Newley, estreou no Lyric Theatre em 19 de outubro de 1989, estrelando Newley e Rhonda Burchmore. Foi ligeiramente atualizada, mas manteve a ‘’Fräulein’’ nazista, a garota russa bolchevique e a loira americana Judy-Holliday - tipos muito mais distantes da memória do público do que em 1961 e, portanto, fora da experiência de qualquer pessoa com menos de 40 anos. A peça recebeu críticas ruins e foi encerrada após apenas 52 apresentações, em cinco semanas.

## Adaptação para o cinema
A adaptação cinematográfica de Stop the World – I Want to Get Off é praticamente  "teatro filmado". Lançamento da Warner Bros., a produção é de 1966. A comédia musical, dirigida por Philip Saville e estrelada por Tony Tanner e Millicent Martin é a transposição para as telas do musical britânico homônimo, embora conte com material adicional dos compositores americanos Alan e Marilyn Bergman, David Donable e Al Ham. O elenco incluía Tony Tanner e Millicent Martin.
O início do filme, com a preparação dos atores para adentrar o palco, foi gravado em preto e branco. A peça em si foi filmada em cores, pelo sistema Technicolor. As filmagens aconteceram no Lyric Theatre, em Londres.
Embora não tenha obtido grande sucesso de crítica nem comercial, Stop the World... foi indicado ao Oscar de Melhor Trilha Sonora Adaptada.
O filme excluiu a sequência da amante alemã e substituiu-a por uma amante japonesa. Não está claro se essa mudança foi uma contribuição de Bergman ou se Newley e Bricusse criaram a nova sequência. Também não está claro por que essa substituição foi feita. Na versão cinematográfica, o show termina com a canção "What Kind of Fool Am I?". Não há o nascimento de um neto, nem a escolha de Little Chap de morrer no lugar da criança e renascer - tal como na peça musical original. Com exceção de "Typische Deutsche", a trilha original foi inteiramente utilizada no filme.

### Principal premiação
| Patrocinador                                  | Prêmio | Categoria                       | Situação |
| --------------------------------------------- | ------ | ------------------------------- | -------- |
| Academia de Artes e Ciências Cinematográficas | Oscar  | Melhor Trilha Sonora (Adaptada) | Indicado |

### Elenco
| Ator/Atriz       | Personagem            |
| ---------------- | --------------------- |
| Tony Tanner      | Little Chap           |
| Millicent Martin | Evie/Anya/Ara/Ginnie  |
| Leila Croft      | Susan                 |
| Valerie Croft    | Jane                  |
| Neil Hawley      | Little Chap (criança) |
| Graham Lyons     | Padrasto              |

## Adaptações para TV
Em 1979, Sammy Davis Jr. e Marian Mercer reprisaram seus papéis na Broadway, em uma adaptação televisiva intitulada Sammy Stops the World.  
Em 1996, foi produzida uma versão de Stop the World... em filme para a TV, estrelada por Peter Scolari, como Little Chap, e Stephanie Zimbalist, como Evie. Produzida para a A&E Network, essa versão se aproximou bastante do formato da produção teatral original. O Los Angeles Times considerou a obra datada e, no geral, mal realizada, destacando apenas a atuação de Stephanie Zimbalist, tanto por seus dotes vocais como pelo seu timing cômico.